# 吉田みどり
吉田 みどり（よしだ みどり、1971年9月1日 - ）は、北海道テレビ放送（HTB）の社員。元アナウンサー。北海道室蘭市生まれ、札幌市育ち。

## 来歴・人物
- 日本大学芸術学部放送学科卒業。1994年、北海道テレビ放送入社、2008年10月、広報部へ異動。血液型B型。
- ハープ演奏を特技とし、2005年12月27日に北海道テレビ放送にて1度限りで放送された番組『徹男の部屋』（『徹子の部屋』のパロディ番組）の中で、実際にその演奏を披露したことがある。
- 現在はHTBの秘書室で働いている。
- 2018年、樋泉実社長、onちゃんとの写真がonちゃんの公式Twitterに掲載された[1]。
- 『水曜どうでしょう』には度々出演している。
  - 1998年放送「シェフ大泉 車内でクリスマス・パーティー」では、シェフ大泉の「特製(生で激辛の)エビチリ」と「おにぎりの鶏包み」を食べさせられ、当時担当していた『発信!生スタ 早起きクマさん』にも乱入された。
  - 1999年、司会を務めていた『情報ワイド 早起きDon!Don!』内にHTB本社前から大泉と鈴井貴之がゲスト出演。この模様は「30時間テレビの裏側全部見せます!」内でも放送された。
  - 2001年放送の「5周年記念式典」では司会を務めた。
  - DVD第4弾「サイコロ3」では、特典映像に収録された大泉のホラ話を再現した紙芝居のナレーションを担当。その事実を知った大泉がディレクターに「吉田みどりさんに何やらせてんの」と苦言を呈す。
  - 2020年、DVD＆Blu-ray「水曜どうでしょう ザ・ベスト（偶数）」の宣伝動画[2]に現在の顔は見せない形で出演した。（同じく出演頻度の多かった金子哲俊は現在の顔は見せていた）。

## 出演番組
（アナウンサー時）
- NO MATTER BOARD[3]
- 遊々アウトドア[3]
- 遊々・ほっかいどう[4]
- ｅあさ540（金曜日）[4]
- やってみTV！みどりのあっとホーマック[4]
- 愛・らぶサッポロ[4]
- Funky mama 今日もすっぴん
- 素晴らしい世界（ナレーション）
- 週刊とくのイチ☆
- 北の自然と野生（ナレーション）
- 情報ワイド 夕方Don!Don!
- 発信!生スタ 早起きクマさん
- 情報ワイド 早起きDon!Don!
- 週刊Nanだ!Canだ!
- 往来!ほっかいどう
- 南平岸・未来道
- あなたとHTB
- Hit.com
- 水曜どうでしょう（ゲスト）